# 아멜리아 드 로이히텐베르크 공녀
아멜리 오귀스트 우제니 나폴레옹 드 보아르네(프랑스어：Amelie Auguste Eugenie Napoleone de Beauharnais, 1812년 7월 31일 ~ 1873년 1월 26일)는 브라질 제국 페드루 1세의 두 번째 황후다.
1812년 밀라노에서 로이히텐베르크 공 외젠 드 보아르네와 바이에른 공주 아우구스테의 셋째딸로 태어났다. 스웨덴의 왕비 조제핀은 아멜리의 언니다.
1829년 오빠 오귀스트와 브라질을 방문해 페드루와 결혼했다. 페드루는 그녀의 미모에 매혹되었고, 두 사람의 결혼생활은 행복했다. 동생 미겔이 마리아 2세의 왕위를 찬탈하자 1831년 4월 페드루는 제위를 아들에게 물려주고 아멜리아와 포르투갈로 귀국했다.1834년 페드루가 세상을 떠나자 아멜리아는 외동딸 마리아 아멜리아를 키우며 자선활동에 전념했다. 마리아 아멜리아는 폐결핵으로 그녀보다 먼저 죽었다.
아멜리아는 1873년 리스본에서 죽었다.